# Victor Hugo Peña
Víctor Hugo Peña Grisales, född 10 juli 1974 i Bogotá, är en colombiansk professionell tävlingscyklist. Han blev den förste colombianske cyklisten att bära den gula ledartröjan under Tour de France.

## Ungdomsår
Victor Hugo Peña slutade på sjunde plats i 100 meter frisim på de Panamerikanska simmästerskapen för juniorer 1992. Samtidigt tävlingscyklade han också.

## Karriär
Victor Hugo Peña blev professionell 1997 med Telecom-Flavia. Hans bästa resultat under året var andraplatsen på den 13:e etappen av Vuelta a Colombia. Året därpå tog han sina första professionella segrar när han vann prologen, etapp sex och poängtröjan på Vuelta a Colombia. Han vann också bergspristävlingarna i Vuelta a Castilla y León och Grand Prix du Midi Libre.
Under Tour de France 2003 blev Peña den förste colombianen att bära den gula ledartröjan efter att US Postal Service Pro Cycling Team vunnit lagtempoloppet. Han bar den gula ledartröjan under tre etapper innan han var tvungen att släppa den till fransmannen Richard Virenque. Senare det året vann han också den fjärde etappen av Vuelta a Murcia, en tävling som han hade vunnit under säsongen 2002.
Under säsongen 2007 tävlade Peña för det svensk-belgiska UCI ProTour-stallet Unibet.com Cycling Team. Under säsongen 2007 vann han poängtävlingen under Katalonien runt. När stallet lade ner efter säsongen 2007 valde Peña att fortsätta tävla i det amerikanska stallet Rock & Republic Racing Team och med dem vann han etapp 7 på Vuelta a Colombia.
Peña vann etapp 12 av Vuelta a Colombia 2009.

## Stall
- Telecom-Flavia 1997
- Avianca-Telecom 1998
- Vitalicio Seguros-Grupo Generali 1999–2000
- US Postal Service Pro Cycling Team 2001–2005
- Phonak Hearing Systems 2005–2006
- Unibet.com Cycling Team 2007
- Rock & Republic Racing Team 2008
- Café de Colombia-Colombia es Pasión 2010–2011
- Colombia-Coldeportes 2012